# هاولي برات
هاولي برات (بالإنجليزية: Hawley Pratt)‏ هو رسام رسوم متحركة ومخرج أمريكي، ولد في 9 يونيو 1911 في سياتل في الولايات المتحدة، وتوفي في 2 مارس 1999 في ثاوزند أوكس في الولايات المتحدة.

## وصلات خارجية
- هاولي برات على موقع IMDb (الإنجليزية)
- هاولي برات على موقع ألو سيني (الفرنسية)
- هاولي برات على موقع أول موفي (الإنجليزية)
- هاولي برات على موقع قاعدة بيانات الأفلام السويدية (السويدية)
- هاولي برات على موقع قاعدة بيانات الفيلم (الإنجليزية)
- هاولي برات على موقع كينوبويسك (الروسية)